# Kızıl Elma
Kızıl Elma (oder Kızılelma), der Rote Apfel (im deutschen Schrifttum auch der „Goldene Apfel“), ist ein Symbol imperialer Herrschaft der Türken. Er stand für das legendäre Ziel türkisch-muslimischer Eroberungen. Bei den Osmanen symbolisierte der Rote Apfel entsprechend den imperialistischen Bestrebungen zunächst Konstantinopel und Budapest, dann Rom und später Wien.
Im Album Ahmeds I. (um 1610) wurden zahlreiche Sultane mit dem Roten Apfel in der Hand dargestellt.
Zum Thronbesteigungsritual jedes neuen osmanischen Sultans gehörten die an die Janitscharen gerichteten Worte: "Kızıl elmada görüşürüz - beim Goldenen Apfel sehen wir uns wieder!"
Die Herkunft oder Entstehungsgeschichte dieses Ausdrucks oder dieser Vorstellung des Roten Apfels ist nicht geklärt.
Der Rote Apfel weist Übereinstimmungen mit dem Goldenen Globus der christlichen Kaiser und Könige auf und ist ein kulturübergreifendes Symbol.
Vertreter der nationalistischen Strömung des Turanismus lokalisierten den Roten Apfel seit dem frühen 20. Jahrhundert im zentralasiatischen Turan. Heute ist der Rote Apfel vornehmlich ein Symbol turanistischer Sehnsucht.